# Matabuena
Matabuena – gmina w Hiszpanii, w prowincji Segowia, w Kastylii i León, o powierzchni 21,42 km². W 2011 roku gmina liczyła 236 mieszkańców.